# وراژنه
وراژنه (به چکی: Vražné) یک منطقه‌ی مسکونی در جمهوری چک است که در شهرستان نووی ییچین واقع شده‌است.
 وراژنه ۱۵٫۲۱ کیلومتر مربع مساحت و ۸۴۵ نفر جمعیت دارد و ۲۷۴ متر بالاتر از سطح دریا واقع شده‌است.